# Hymn Timoru Wschodniego
Pátria (pol. „Ojczyzna”) – hymn państwowy Demokratycznej Republiki Timoru Wschodniego. Słowa pieśni napisał Francisco Borja da Costa, a muzykę skomponował Afonso Redentor Araújo. W 1975 r. pieśń Pátria została ogłoszona hymnem państwowym w momencie uniezależnienia kraju od Portugalii. Od 7 grudnia tegoż roku kraj był okupowany przez Indonezję, a Francisco Borja da Costa, został zabity w dniu inwazji. W dniu 20 maja 2002, kiedy to Timor Wschodni stał się niepodległym państwem, Pátria została oficjalnym hymnem narodowym. Hymn śpiewany jest w języku portugalskim – nie istnieje wersja w tetum, narodowym i drugim oficjalnym języku.

## Słowa pieśni
| Pátria Pátria, Pátria, Timor-Leste, nossa Nação. Glória ao povo e aos heróis da nossa libertação. Pátria, Pátria, Timor-Leste, nossa Nação. Glória ao povo e aos heróis da nossa libertação. Vencemos o colonialismo, gritamos: abaixo o imperialismo. Terra livre, povo livre, não, não, não à exploração. Avante unidos firmes e decididos. Na luta contra o imperialismo o inimigo dos povos, até à vitória final. Pelo caminho da revolução. | Ojczyzna Ojczyzno, Ojczyzno, Wschodni Timorze, nasz Narodzie. Chwała ludziom i bohaterom naszego wyzwolenia. Ojczyzno, Ojczyzno, Wschodni Timorze, nasz Narodzie. Chwała ludziom i bohaterom naszego wyzwolenia. Pokonujemy kolonializm, krzyczymy: koniec z imperializmem. Wolny kraj, wolni ludzie, nie, nie, nie dla wyzysku. Pozwólcie nam iść naprzód zjednoczeni, mocni i zdecydowani. W walce przeciw imperializmowi wrogowi ludzkości, aż do zwycięstwa. Na drodze ku rewolucji. |